# Quintus Caecilius Metellus Creticus
Quintus Caecilius Metellus Creticus (Kr. e. 1. század) római politikus, hadvezér, az előkelő, plebeius származású Caecilia gens Metellus-ágának tagja. Származása ismeretlen. Kr. e. 69-ben Quintus Hortensius kollégájaként volt consul, és miután társa lemondott a Kréta elleni háború számára kisorsolt vezetéséről, átvette a helyét. Három legio élén indult Kréta szigetére Kr. e. 68-ban, amelynek meghódítását Kr. e. 66-ban fejezte be.
A hadjáratot jelentősen megnehezítette Pompeius közbelépése. Amikor ugyanis Kr. e. 67-ben megbízták a kalózok elleni hadjárat vezetésével, az egész Mediterráneumra kiterjedő főparancsnoki hatalmat kapott a lex Gabinia révén; erre hivatkozva avatkozhatott bele Metellus krétai hadjáratába, noha erre igazán semmi sem jogosította fel. A krétaiak ugyanis – nagy valószínűséggel Pompeius küldötteitől meggyőzve – nem Metellushoz, hanem Pompeiushoz fordultak békét kérve. Ez utóbbi pedig nem késlekedett: azonnal a szigetre küldte legatusát, Lucius Octaviust, aki fogadta a városok megadását, majd egy másik tisztjével, Conrelius Sisennával az élen csapatokat menesztett Krétára.
Metellus nem volt hajlandó elismerni Pompeius igényeit, hanem folytatta a városok bevételét. Eleuthéra és Luppa is elesett – ez utóbbiban Metellus fogságba ejtette Octaviust, ám méltányosságot gyakorolt, és szabadon engedte. Sisenna ekkoriban hunyt el, Octavius pedig nem vállalta a nyílt ellenállást. Hamarosan a krétaiak oldalán harcoló pompeianus csapatokat is kivonták a szigetről, így annak meghódítását végül Metellus fejezhette be. Octavius Hierapütna városában, Arisztiónnál keresett menedéket, majd a hódító közeledtére sorsára hagyta a krétaiakat. Vezetőik, Laszthenész és Panarész Metellus előtt tették le a fegyvert, azonban Kr. e. 66-ban Pompeius hívei a senatusban megakadályozták, hogy triumphust tarthasson Rómában.
Metellus azonban nem mondott le triumphusigényéről, ezért aztán tovább várakozott Róma falai alatt. Több, mint három évig tette ezt, még Kr. e. 63-ban is ott tartózkodott. A Catilina-összeesküvés idején Apuliába menesztették, hogy megakadályozzon egy rabszolgafelkelést, majd Kr. e. 62-ben végre megtarthatta triumphusát, és megkapta a Creticus agnoment. A diadalmenet legfőbb ékességétől azonban megfosztották őt, ugyanis egy néptribunus kényszerítette, hogy Laszthenészt és Panarészt átadja Pompeiusnak.
Ahogy az családjában szokásos volt, Creticus is az arisztokrata optimata csoportot és Lucullust támogatta Pompeiusszal szemben, és sikeresen meggátolta, hogy ratifikálják Asiában végrehajtott intézkedéseit. Kr. e. 60-ban a senatus Galliába delegálta egy vizsgálóbizottság tagjaként, hogy a feltételezhető lázadás miatt felmérjék a provincia állapotát. Kr. e. 57-ben hallunk róla utoljára: azok között a pontifexek közé tartozott, akik előtt Cicero beszédet tartott a háza ügyében. Valószínűleg nem sokkal ezután elhunyt.